# Stephan Harlander
Stephan „Harli“ Harlander (* 6. Januar 1969) ist ein deutscher Basketballtrainer.

## Leben
Stephan Harlander spielte zu seiner aktiven Zeit ab dem zwölften Lebensjahr bei Falke Nürnberg. Der Aufbauspieler schaffte den Sprung in die Herrenmannschaft des Vereins, für die er jahrelang spielte, unterbrochen von einem dreijährigen Zwischenhalt beim TSV Breitengüßbach (1992 bis 1995). Im Spieljahr 1999/2000 verpasste er mit den Nürnbergern knapp den Aufstieg von der 2. Basketball-Bundesliga in die Basketball-Bundesliga.
Harlander wurde 2000 in Nürnberg Nachfolger von Klaus Pilling im Traineramt. Der Ausstieg des Sponsors „Consors“ setzte dem Verein stark zu, Harlander führte die Mannschaft aber in die Spitzengruppe der 2. Bundesliga Süd zurück, im Jahr 2005 gelang der Aufstieg in die Basketball-Bundesliga, in den vorherigen Jahren unter seiner Ägide steigerte sich die Mannschaft über den neunten, auf den sechsten und schließlich den vierten Platz in der Saison 2003/2004. Mittlerweile stand mit Ralph Koczwara als Manager und Geldgeber in der Mannschaftsleitung ein neuer Partner an Harlanders Seite. In der Saison 2005/06 verpasste Harlander mit Nürnberg als Liganeuling den Klassenerhalt in der Bundesliga, blieb aber dank der Aufstockung der Liga im „Oberhaus“. Der Verein wurde während der Bundesliga-Zeit teils von finanziellen Problemen geplagt, der Namenssponsor Sellbytel stieg aus, 2007 musste der Abstieg in die 2. Bundesliga ProA hingenommen werden. Harlander versuchte dort einen Neuaufbau mit jungen Spielern und scheiterte. Falke Nürnberg stieg 2008 erneut ab, es kam zur Trennung zwischen Harlander und dem Klub.
Harlander, der hauptberuflich als Lehrer für Mathematik und Sport tätig war, wechselte dann zum VfL Treuchtlingen und führte die Herrenmannschaft des Vereins von der Oberliga bis in die Spitzengruppe der 1. Regionalliga. 2021 verließ er den Schuldienst und wurde mit Dienstantritt am 1. September des Jahres hauptamtlicher Landestrainer beim Bayerischen Basketball Verband. Bis 2023 betreute er neben dieser Aufgabe weiterhin den VfL Treuchtlingen und verließ den Verein im April 2023 nach 15-jähriger Tätigkeit. Im November 2024 übernahm Harlander das Traineramt beim Regionalligisten TTL Basketball Bamberg.